# Maddison Keeney
Maddison Keeney (* 23. Mai 1996 in Auckland, Neuseeland) ist eine australische Wasserspringerin. Sie ist zweimalige Weltmeisterin sowie Medaillengewinnerin bei Olympischen Spielen und Commonwealth Games.

## Sportliche Erfolge
Maddison Keeney konnte erstmals im Jahr 2014 Erfolge bei internationalen Großereignissen feiern. So holte sie bei den Commonwealth Games in Glasgow Bronze im 3-Meter-Synchronwettbewerb und gar Silber vom 1-Meter-Brett.
Bei den Olympischen Sommerspielen 2016 in Rio de Janeiro errang sie im Synchronwettbewerb vom 3-Meter-Brett mit ihrer Partnerin Anabelle Smith die Bronze-Medaille. Hierbei lagen sie vor ihrem letzten Sprung noch auf Rang 5, konnten aber dann das kanadische Duo Pamela Ware und Jennifer Abel sowie Nur Dhabitah Sabri und Jun Hoong Cheong aus Malaysia hinter sich lassen.
Bei den folgenden Weltmeisterschaften in Budapest 2017 Gwangju 2019 konnte sie jeweils Gold gewinnen. 2017 holte sie den Titel vom 1-Meter-Brett, 2019 beim Mixed-Synchron-Wettbewerb vom 3-Meter-Brett. Aus derselben Höhe gewann sie hier auch noch Bronze im Einzelwettbewerb. Zwischen diesen beiden Weltmeisterschaften gewann sie 2018 bei den Commonwealth Games in Gold Coast, Australien Silber vom 3-Meter-Brett.
Bei den Olympischen Spielen in Tokio wollten Anabelle Smith und Keeney ihren Medaillengewinn von Rio wiederholen. Nachdem Australien entschieden hatte, seine Sportler vom Weltcup-Wettbewerb in Tokio aus Sicherheitsgründen im Zuge der Covid-19-Pandemie zurückzuziehen, verpassten die beiden Sportlerinnen die Qualifikation für die Spiele.
Bei den Olympischen Spielen 2024 in Paris gewann Keeney die Silbermedaille im Einzel vom 3-m-Brett.